# La primavera romana de la senyora Stone
La primavera romana de la senyora Stone (títol original: The Roman Spring of Mrs. Stone) és una pel·lícula britànica de José Quintero estrenada el 1961. Ha estat doblada al català.

## Argument[2]
L'actriu Karen Stone, que acaba d'interpretar el paper de Rosalinde a As You Like it de Shakespeare, decideix de posar fi a la seva carrera, ja que la seva interpretació ha estat jutjada dolenta per la crítica. Molt orgullosa, als 50 anys es nega a envellir. El seu marit, 20 anys més gran, està molt malalt però decideixen marxar de vacances, direcció Itàlia. A l'avió té una crisi cardíaca i ell mor.
Ella es queda sola a Roma en un pis amb terrassa i vistes a una font. Meg, una amiga que és de pas, li aconsella tornar a casa, i sobretot si ella es queda, de desconfiar d'aquesta fauna de gent afortunada. Karen es troba bé aquí.
Sola, bonica i sobretot rica es converteix en la presa de la Contessa Madge que li presenta un jove Paolo di Leo. Es deixa veure amb altres dones. La Contessa apressa Paolo per recuperar uns diners. Un dia Paolo li demana una important suma de diners per a un dels els seus amics. No respon. Té freqüents altercats i Paolo li retreu que no hagi respost a la petició de diners. Pretexta una ruptura. Ella el segueix a Roma i el veu amb una dona. Entren en un hotel. De tornada al seu pis crida Meg que torna d'un reportatge i torna a casa aquell vespre. A l'hotel on allotjava Meg li diuen que ha marxat a l'aeroport.
A la vora de la font situada al peu de la seva residència hi ha permanentment un individu, un rodamón. Quan Karen va a la ciutat la segueix però mai no té oportunitat de demanar-li l'objecte dels seus tripijocs.
 Després de la seva crida a Meg llança les claus del seu pis a l'individu, que grimpa les escales, entra a l'habitació, es dirigeix cap a la butaca on ella està asseguda.
 Pantalla Negre. The End.

## Repartiment
- Vivien Leigh: Karen Stone
- Warren Beatty: Paolo di Leo
- Lotte Lenya: Contessa
- Coral Browne: Meg
- Jill St John: Barbara

## Al voltant de la pel·lícula
L'espectador ha d'imaginar-se el final: és més que probable que Mrs. Stone serà assassinada. Però per quin motiu ha decidit posar fi als seus dies?
Lotte Lenya ha estat seleccionada el 1961 per al seu paper de la Contessa en la categoria Oscar a la millor actriu secundària (el guardó serà tanmateix per Rita Moreno pel paper d'Anita a West Side Story).
El guió és ben lluny de la novel·la La Primavera romana de Mrs Stone.

## Premis i nominacions

### Nominacions
- 1962: Oscar a la millor actriu secundària per Lotte Lenya
- 1962: Globus d'Or a la millor actriu secundària per Lotte Lenya